# Вибери свій біль (Дискавері)

## Про епізод
Вибери свій біль — п'ятий епізод американського телевізійного серіалу «Зоряний шлях: Дискавері», який відбувається приблизно за десять років до подій оригінального серіалу «Зоряний шлях» та показує війну між Федерацією й клінгонами. Епізод відбувається у грудні 2256 року, через три тижні після подій попереднього епізоду, «Ніж м'ясника не чує стогону ягняти». Епізод був написаний шоураннерами Гретхен Дж. Берг та Аароном Гарбертсом й Крейгом Свіні з оповіді співавторів серії Браяна Фуллера, Берга та Гарбертса. Режисував Аківа Голдсман.

## Зміст
На борту USS «Discovery» видно кілька розмитих зображень різних предметів і обладнання. Майкл Бернем відображується в техніці, дивлячись на себе у палаті Ріппера. Потім вона активує споровий привід корабля. Коли диск ініціюється, Бернем в міцелієвій камері кричить від сильного болю, і Бернем за межами пристрою теж кричить. Майкл прокидається від кошмару і дивиться на сусідку по кімнаті кадетку Сільвію Тіллі, яка спить і солодко похропує.
Бернем бачить, що використання спорового двигуна негативно впливає на здоров'я тихоходки. Разом з доктором Калбером вона переконує Стамеца знайти альтернативу істоті. В лабораторії Лорки, Бернем консультується з доктором Г'ю Калбером про тихоходок та повідомляє що істота кричить як від болю щоразу, коли судно активує споровий двигун. Калбер відповідає, що люди не знають, відчуває істота стрес чи біль, як вони. Бернем вважає — лікар думає, що вона антропоморфізує істоту. Калбер обіцяє, що іще проведе кілька тестів.
Капітан Габріель Лорка виступає під час брифінгу адміралів Зоряного флоту на космічній станції. Він рекламує успіхи «Дискавері» протягом останніх 3 тижнів у війні, в тому числі запобігання руйнуванню дилітієвих копалень на Корвані II, перелому при Бензарі. Адміралка Кетрін Корнуел зазначає — причиною того, що Лорка був залучений на брифінг, є встановлення експериментальної технології спорового приводу «Дискавері» на якомога більшій кількості суден Зоряного флоту. Лорка зауважує, що він попросив лейтенанта Пола Стамеца випустити схеми рушійної системи корабля відразу після їх першого успішного стрибка. Корнуел повідомляє капітану, що найновіший секретний об'єкт Зоряного флоту отримав їх і будує більше суден. Однак Зоряному Флоту потрібно більше двигунів для забезпечення безпечної навігації. Через заперечення Лорки Корнуел повідомляє йому, що Зоряний флот хоче зменшити залучення «Дискавері» для своїх місій, оскільки вони не хочуть втратити свої основні активи під час війни. Занепокоєння вищого керівництва Зоряного флоту, зазначає Корнуел, полягає в тому, що клінгони, можливо, виявили «Дискавері» як секретну зброю Зоряного флоту. Тим самим вона наказує Лорці зменшити використання спорового двигуна, якщо це не дозволено Командуванням зоряного флоту. Корнуел оголошує, що решта флоту якось переживе відсутність «Дискавері».
Кадетка Тіллі підходить до Бернем в їдальні. Вона каже Майкл, що та виглядає жахливо, і Бернем саркастично дякує їй. Майкл повідомляє про свої тривоги щодо тихоходки.
На борту станції Лорка лікує пошкоджені очі в затемненій кімнаті, коли Корнуел входить і вмикає світло. Лорка з болем голосно вимагає виключити освітлення. Корнуел запитує, чому Лорка привів заколотницю Майкл Бернем на борт «Дискавері», і Лорка цитує Положення Зоряного Флоту (Верховна директива), яке дозволяє йому призивати практично будь-кого у час війни. Повертаючись на «Дискавері», Лорка потрапляє в полон до клінгонів — засідка бойового крейсера класу D7.
Корнуел повідомляє про викрадення Лорки старшому офіцеру «Дискавері» Сару. «Дискавері» починає шукати сліди викрадачів. Бернем повідомляє Сару про імовірну неможливість стибків територією клінгонів через хворобливий стан тихоходки.
Лорка сидить в камері з іншим офіцером Ешем Тайлером, та злочинцем Гаррі Маддом. Заходять клінгони і пропонують вибрати свій біль — або самому страждати — або вказати на іншого ув'язненого.
Бернем із Стамецом і Калбером радяться щодо стану тихоходки. Майкл пропонує змінити підхід до істоти а Стамец звинувачує Бернем — це через неї стали використовувати тихоходку.
Лорку катує Л'Релл — хоче дізнатися секрет нового виду переміщення «Дискавері»; клінгонка фіксує очі Лорки примусово розплющеними і вмикає яскраве світло. Тим часом на «Дискавері» науковці роздумують над властивостями тихоходки. Стамец пропонує ввести ДНК тихоходки іншому біологічному виду — який розумітиме свою участь і робитиме це добровільно. У Сару доходить до конфлікту з Майкл щодо використання тихоходки. Тим часом знаходять клінгонський крейсер з Лоркою.
В сутичці із зрадником Лорка повідомляє як загинув його крабель «Буран». Лорка не дозволив своїй команді потрапити в полон клінгонів — він підірвав корабель — а сам втік. Після стрибка «Дискавері» тварина переходить у стан екстремального анабіозу. Лорка і Тайлер під час відвідин камери клінонами втікають з ув'язення.
Зрадника Мадді лишають в камері, він клянеться помститися Лорці. Л'Релл б'є пораненого Тайлера; її підстрелює Лорка. Лорка і Тайлер викрадають клінгонського «хижого птаха», «Дискавері» вчасно прибуває, щоб телепортувати їх на борт. Для останнього стрибка Стамец вводить собі ДНК «тихоходки» і підключається до спорового двигуна.
Бернем дарує Сару фамільний телескоп капітана Джорджі, який та заповіла їй. Сару пропонує Майкл допомогу — врятувати життя істоти. Бернем і Тіллі випускають істоту в космос. Стамец відходить від дзеркала у ванній, а його відображення залишається там.

## Виробництво
Розробляючи цей епізод, автори хотіли, щоб в ньому глядачі змогли краще зрозуміти особистість Сару. Згодом виконавчий продюсер Аарон Гарбертс пояснив — вся суть цього епізоду полягала в тому, щоб продемонструвати, що, хоча персонаж Сару спочатку зображувався як, можливо, занадто обережний або боягузливий, насправді це не про нього правда. Гарбертс далі сказав: «Ми дійсно хотіли переконатись, що аудиторія може зрозуміти — ті, хто на мосту, зрозуміють, що речі, які роблять його Сару, є величезною силою».
Під час написання образу Мадда у цьому епізоді, Гарбертс та його колега-виконавчий продюсер Гретхен Берг розпочали з того, де він перебуває, а потім працювали звідти в зворотньому напрямі. «Я думаю, що для нас було важливо подумати про походження Гаррі Мадда» — пояснив Гарбертс. «Я маю на увазі, ми бачили його в тюрмі, і на той момент він уже такий негідник. Нам було цікаво спробувати зрозуміти, коли він почав цей шлях, коли пішов цим шляхом?»
Гретхен Дж. Берг та Аарон Гарбертс іноді називали клінгонські тюремні сцени своїми «театральними сценами чорної скриньки».
З точки зору письменників, закінчення епізоду відображенням Стаметса, що затримується в дзеркалі, являло собою передбачення і мораль, що він помилився, взявши ДНК чужої істоти, а потім ввівши собі в руку. Однак письменники також завершили епізод на цій загадковій ноті, оскільки вони хотіли, щоб глядачі чекали відповіді. Ранні сценарії називали друга комахи Мадда «Багзі». Однак Тед Салліван перейменував його на «Стюарта» як жартівливе посилання на Стюарта Блума з «Теорії великого вибуху».
Знімальна група високо оцінила те, як Райн Вілсон створив свою роль Гаррі Мадда в цьому епізоді. «Одного разу, коли ми бачили, як він робить Гаррі Мадда у п'ятому епізоді, ми просто полюбили його» — зазначила Еріка Ліппольдт. І Аарон Гарбертс, і Гретхен Берг були здивовані тим, що з того моменту, коли глядачі побачили, як Стамец і Калбер чистять зуби разом, відносини між цими двома персонажами почали збирати багато послідовників і багато аудиторій, що, як гадали Гарбертс і Берг з'являться пізніше у першому сезоні.
Після того, як ведучий «Афтер Трек» і фанат «Зоряних шляхів» Метт Міра був вражений командними навичками Сару в цьому епізоді він зазначив: «Так само, як глядач шоу, я справді думаю, що Сару зручно вмостився в капітанському кріслі». Він також був здивований тим, наскільки турботлива творча команда, очевидно, подбала про те, як Л'Релл розмовляє англійською мовою.
Джордан Гоффман, ведучий програми «Engage: The Official Star Trek Podcast», назвав сцену ванної кімнати в кінці епізоду «глибокодумною» і «чудово виконаною».

## Сприйняття
Станом на січень 2021 року на сайті «IMDb» серія отримала 7.2 бала підтримки з можливих 10 при 4695 голосах користувачів. На «Rotten Tomatoes» 82 % при відгуках 17 експертів.

## Знімались
- Сонеква Мартін-Грін — Майкл Бернем
- Даг Джонс — Сару
- Шазад Латіф — Еш Тайлер
- Ентоні Репп — Пол Стамец
- Мері Вайзман — Сільвія Тіллі
- Джейсон Айзекс — капітан Габріель Лорка
- Джейн Брук — адмірал Корнуелл
- Мері Чіффо — Л'Релл
- Вілсон Круз — Гаг Калбер
- Рекха Шарма — командор Лендрі
- Емілі Коутс — Кейла Детмер
- Сара Мітіч — Ейріам
- Ойін Оладейо — Джоан Овосекун
- Рейн Вілсон — Гаррі Мадд
- Конрад Коутс — Террал
- Емілі Коутс — Кейла Детмер
- Патрік Квок-Чун — Ріс
- Саймон Нортвуд — пілот шаттла
- Тайлер Еван Вебб — перший клінгон в шатлі